# Клементс, Марк Альвин
Марк Альвин Клементс (англ. Mark Alwin Clements, 1949) — австралийский ботаник. 

## Биография
Марк Альвин Клементс родился в 1949 году.
Клементс получил докторскую степень в Университете Нового Южного Уэльса, защитив диссертацию на тему Reproductive Biology in relation to phylogeny of the Orchidaceae, especially the tribe Diurideae. В 2008 году он работал в качестве исследователя в «Центре по исследованию биоразнообразия растений» Национального ботанического сада в Канберре. Клементс занимался изучением растений семейства Орхидные. Он внёс значительный вклад в ботанику, описав множество видов семенных растений.

## Научная деятельность
Марк Альвин Клементс специализируется на семенных растениях.

## Публикации
- J.O. Indsto, P.H. Weston, M.A. Clements, A.G. Dyer, M. Batley, R.J. Whelan (2006): Pollination of Diuris maculata (Orchidaceae) by male Trichocolletes venustus bees. Australian Journal of Botany. 54 (7). p. 669[3].
- M.A. Clements, 2006: Molecular phylogenetic systematics in Dendrobieae (Orchidaceae). Aliso 22: 465—480[4].
- M.A. Clements, 2003: Molecular phylogenetic systematics in the Dendrobiinae (Orchidaceae), with emphasis on Dendrobium section Pedilonum. Telopea 10: 247—298[5].
- P.H. Weston, M.A. Clements, A.G. Dyer, M. Batley, R.J. Whelan, J.O. Indsto (2007): Generalised pollination of Diuris alba (Orchidaceae) by small bees & wasps. Australian Journal of Botany. 2007. 55 (6). p. 628.

## Почести
В его честь были названы виды растений Flickingeria clementsii D.L.Jones и Microtatorchis clementsii D.L.Jones & B.Gray.